# 小行星6204
小行星6204（英語：6204 MacKenzie）是一颗围绕太阳公转的小行星。1981年5月6日，卡罗琳·舒梅克在帕洛马山发现了此天体。
这颗小行星的绝对星等为188.6628839050414等。